# San Vicente del Valle
San Vicente del Valle es una villa y un municipio español situado en la provincia de Burgos, comunidad autónoma de Castilla y León, comarca de Montes de Oca, partido judicial de Briviesca. Cuenta con una población de 28 habitantes (INE 2024).

## Geografía
Situada en el valle alto del río Tirón frente a la cara norte de la sierra de la Demanda y en la cara sur de los de Montes de Ayago, a 48 Kilómetros de Burgos, abarca 23 km², y está a una altitud de 955 m s. n. m. El municipio comprende también el pueblo de Espinosa del Monte y San Clemente del Valle.

## Historia
Pueblo de antiquísima historia atestiguada por su iglesia de origen visigodo del siglo VI. En los valles altos del río Tirón se refugiaron pobladores originarios frente a todas las invasiones que corrían por el llano, conservando con ello un sustrato cultural primigenio y autóctono.
A la caída del Antiguo Régimen queda constituida como ayuntamiento constitucional del mismo nombre en el partido de Belorado, región de Castilla la Vieja, contaba entonces con 70 habitantes.

## Demografía
San Vicente del Valle cuenta con una población de 28 habitantes (INE 2024).
| Gráfica de evolución demográfica de San Vicente del Valle entre 1842 y 2021 |
| |
| Población de derecho según los censos de población del INE. Población de hecho según los censos de población del INE.Entre el censo de 1930 y el anterior, aparece este municipio porque cambia de nombre y desaparece el municipio San Clemente del Valle. Entre el censo de 1857 y el anterior, este municipio desaparece porque se integra en el municipio San Clemente del Valle. |

## Parroquia
Iglesia católica de la Asunción de Nuestra Señora, dependiente de la parroquia de Fresneda de la Sierra Tirón en el arciprestazgo de Oca-Tirón, diócesis de Burgos, el párroco reside en Pradoluengo.